# Sadr (distrikt)
Sadr är ett distrikt i Irak.   Det ligger i provinsen Bagdad, i den centrala delen av landet. Huvudstaden Bagdad ligger i Sadr.